# Iijärvi (sjö i Södra Savolax)
Iijärvi är en sjö i Finland. Den ligger i kommunen Sulkava i landskapet Södra Savolax, i den sydöstra delen av landet, 260 km nordost om huvudstaden Helsingfors. Iijärvi ligger 77,3 meter över havet. Arean är 2,36 kvadratkilometer och strandlinjen är 19,94 kilometer lång. Sjön  ingår i Vuoksens huvudavrinningsområde. 